# Myoxanthus pulvinatus
Myoxanthus pulvinatus é uma espécie de orquídea (Orchidaceae) originária do Brasil.